# Blue Devils d'Oklahoma City
Pour les articles homonymes, voir Blue Devil (homonymie).
Les Blue Devils d'Oklahoma City, également connu comme les Walter Page's Blue Devils ou encore simplement les Blue Devils, a été le premier orchestre de jazz actif dans le Sud-Ouest des États-Unis entre 1925 et 1933. 

## Histoire
Un premier orchestre d'Oklahoma City comprenant en partie les mêmes musiciens, le « Billy King's Road Show », est dissous en 1925, année où le contrebassiste Walter Page (en) le renomme « Blue Devils » . Ce nom, « Blue Devils », fait référence à celui d'une bande de « coupeurs de clôture » opérant durant les premiers temps de l'Ouest américain.
La musique que joue cet orchestre préfigure le « style Kansas City », basé sur une grande importance de la section rythmique et une prééminence des riffs dans les arrangements, style notamment illustré par les ensembles de Bennie Moten, Count Basie, Jay McShann ou Andy Kirk and his Twelve Clouds of Joy. D’éminents musiciens de jazz ont fait partie des Blue Devils : le batteur Jo Jones, le chanteur Jimmy Rushing, le saxophoniste ténor Lester Young, le saxophoniste alto Buster Smith, le trompettiste Hot Lips Page et le pianiste Count Basie. Les Blue Devils se sont dissous en 1933, après que Basie en a recruté la plupart des musiciens (dont Walter Page) pour monter son propre orchestre à Kansas City, orchestre issu pour une autre part de celui de Benny Moten. Le nom de ce nouvel ensemble devient en 1935 le « Count Basie Orchestra ».
Un documentaire, The Last of the Blue Devils (Bruce Ricker (en), 1979), raconte les retrouvailles musicales de Basie et d'autres figures de l'histoire du jazz du Sud-Ouest des États-Unis et de Kansas City. 

## Enregistrements notables
- Squabblin’, Kansas City, 1929
- Blue Devils Blues, Kansas City, 1929